# Lista de empresas ferroviárias da França
Lista de empresas e de caminhos de ferroviárias da França
- RATP - Régie Autonome des Transports Parisiens
- SNCF - Société Nationale des Chemins de Fer Français
- TMB - Tramway du Mont-Blanc

## Linhas ou caminhos de ferro
- Caminho de ferro do Montenvers

## Diversos
- Eurotúnel